# Toårige planter
Toårige planter er planter som ofte bruger to år på at fuldføre deres livscyklus fra frø til frø, omend de kan bruge længere tid hvis forholdene er ugunstige. Eksempler på toårige planter er Almindelig fingerbøl og Filtbladet kongelys.
Mange grøntsager avles frem fra toårige plantearter, heriblandt kål, kålroe, gulerod og knoldselleri. I tilfælde som disse anvendes de lagringsorganer, som planten ellers ville have brugt til at danne blomsterstængler i næste vækstsæson.